# 共聚焦激光掃描顯微
共聚焦激光扫描显微（英語：Confocal laser scanning microscopy，CLSM，LCSM）是一项高分辨率三维光学成像技术。主要特点在于其光学分层能力，即获得特定深度下焦点内的图像。图像通过逐点采集，以及之后的计算机重构而成。因此它可以重建拓扑结构复杂的物体。对于不透明样品，可以进行表面作图，而对于透明样品，则可以进行内部结构成像。内部结构成像上，图像品質在单台显微镜中就可以得到极大的提升，因为来自样品不同深度的訊息未被重叠。传统显微镜能“看”到所有能被光投射到的地方，而对于共聚焦显微镜，只有焦点处的訊息被采集。实际上共聚焦激光扫描显微是通过对焦点深度的控制和高度限制来实现的。
共聚焦的原理早在1957年就由美国科学家马文·明斯基注册为专利，但实际上经过三十年的时间及相应专用激光器的发展，直至1980年代末这项技术才成为标准技术。1978年，托马斯和克里斯托弗·克莱默设计出一套激光扫描程序。该程序采用激光聚焦的方式逐点扫描物体三维表面，并通过类似于扫描电镜的计算机化手段生成图像。这一共聚焦激光扫描显微设计首次结合了激光扫描方法和荧光标记的生物样品三维探测。接下来的数十年内，共聚焦荧光显微发展成一项成熟的技术，尤其受益于阿姆斯特丹大学（University of Amsterdam），来自海德堡的欧洲分子生物学实验室（European Molecular Biology Laboratory, EMBL）及其业界伙伴的共同努力。